# Masirana kyokoae
Masirana kyokoae är en spindelart som beskrevs av Takeo Yaginuma 1972. Masirana kyokoae ingår i släktet Masirana och familjen Leptonetidae. Inga underarter finns listade i Catalogue of Life.